# Estación de Shin-tsunashima
Shin-tsunashima (新綱島駅 Shin-tsunashima?) es una estación de ferrocarril ubicada en el distrito de Kohoku, Yokohama. Forma parte de la línea Tokyu Shin-Yokohama, operada por Tokyu. Su código alfanumérico es SH 02.

## Historia
La construcción de Shin-tsunashima surge a raíz de los planes de abrir una nueva línea ferroviaria que conectase Hiyoshi con Shin-yokohama con el objetivo de conectar las líneas de Sotetsu en Kanagawa con las de Tokyu que, a su vez, enlazan con las de Toei, Tokyo Metro y Saitama Railway. Se inauguró en 2023 sobre los terrenos que ocupaba anteriormente un complejo de aguas termales (Tsunashima Onsen).

## La estación
Se trata de una estación subterránea que cuenta con una plataforma central que presta servicio a dos vías. 

## Servicios ferroviarios
| procedencia/destino | < estación    | Línea | estación > | destino/procedencia                                                  |
| ------------------- | ------------- | ----- | ---------- | -------------------------------------------------------------------- |
| Shin-Yokohama       | Shin-Yokohama |       | Hiyoshi    | Shibuya/ Ikebukuro / Meguro / Akabane-iwabuchi/ Nishi-takashimadaira |

Galería de fotos

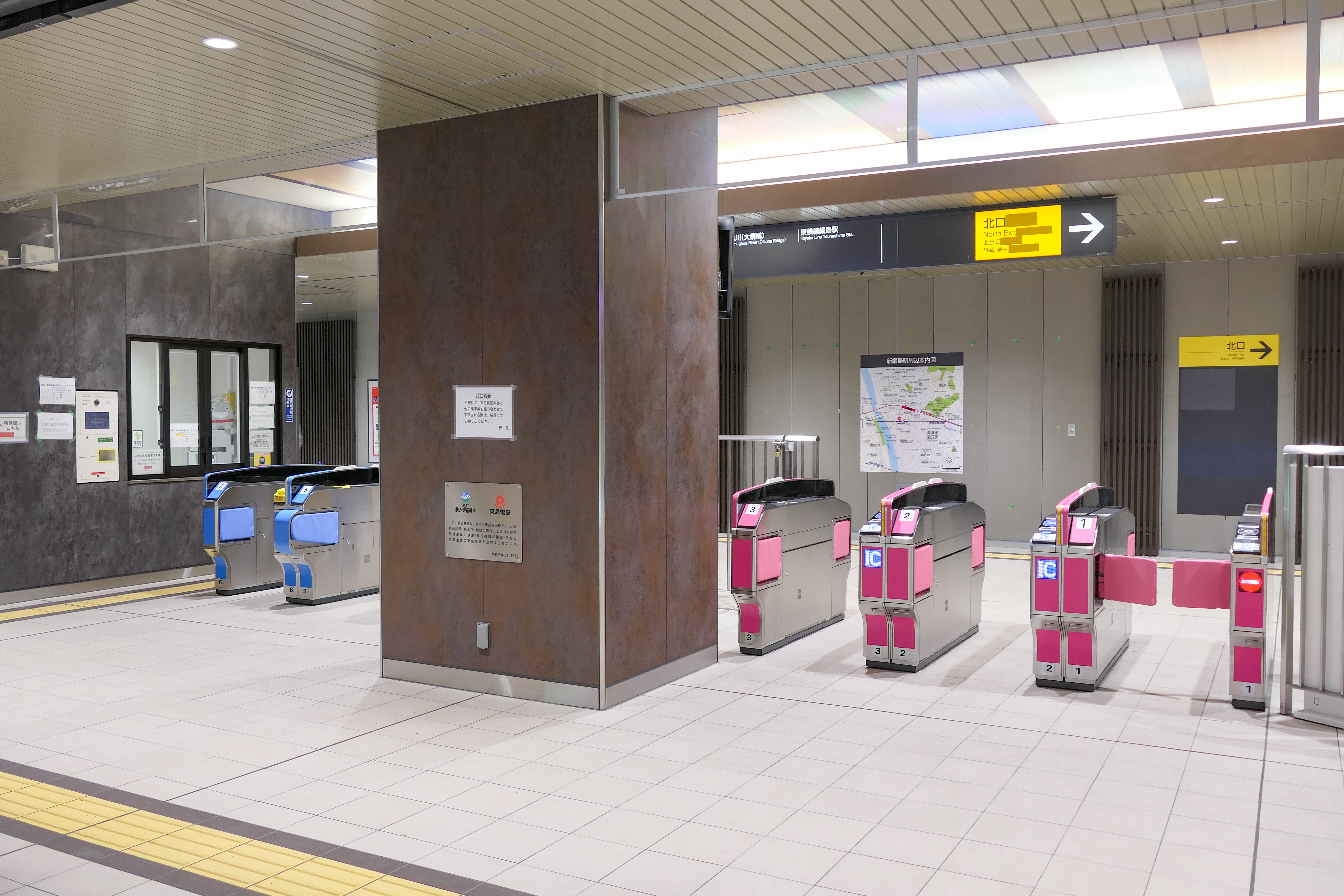
Tornos de acceso（marzo de 2023）
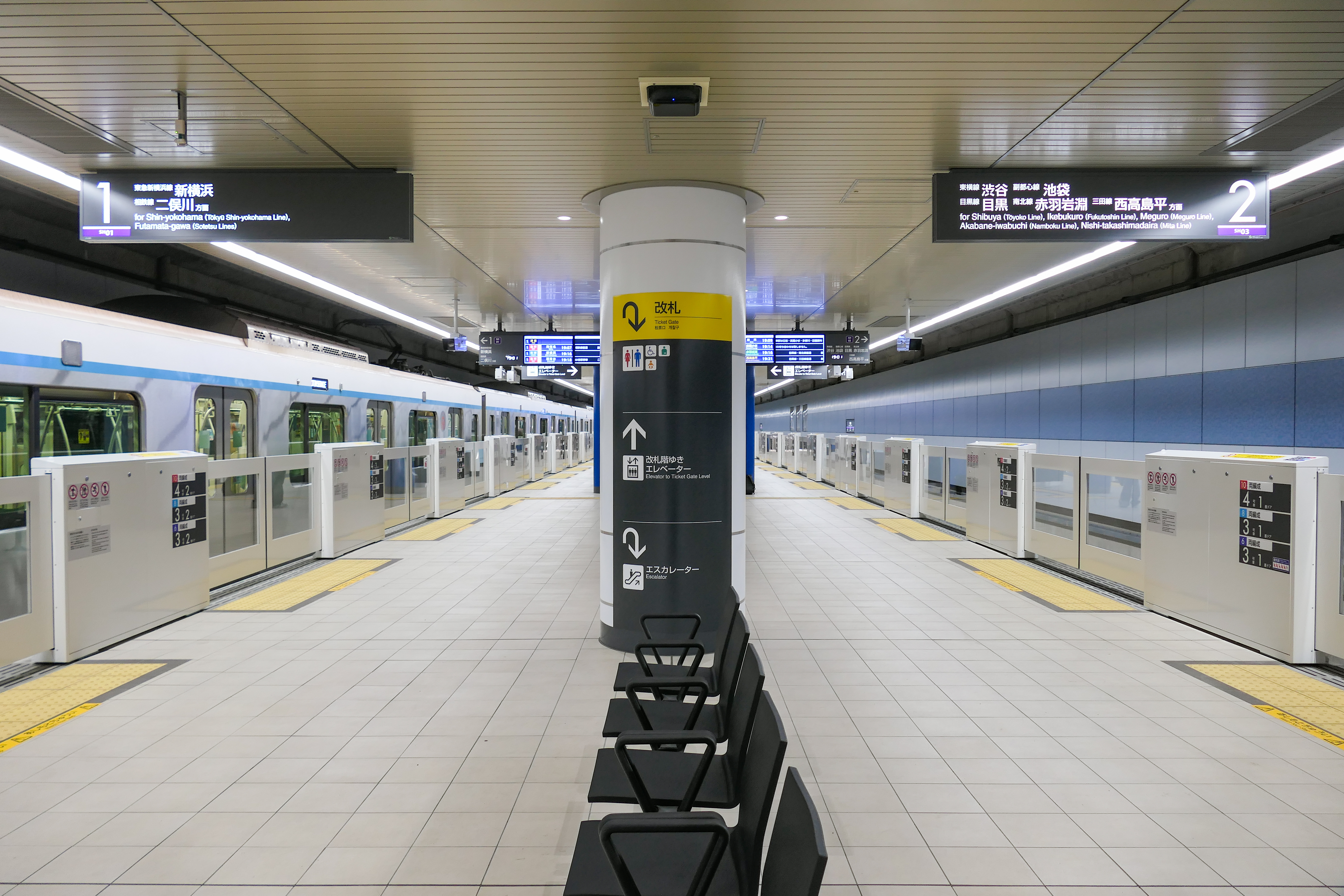
Andén（marzo de 2023）